# Fort Thomas (Arizona)
Fort Thomas é uma vila localizada no estado americano do Arizona, no Condado de Graham. Sua população era 374 habitantes, conforme o censo de 2010. A comunidade tem uma escola primária e uma escola secundária. 

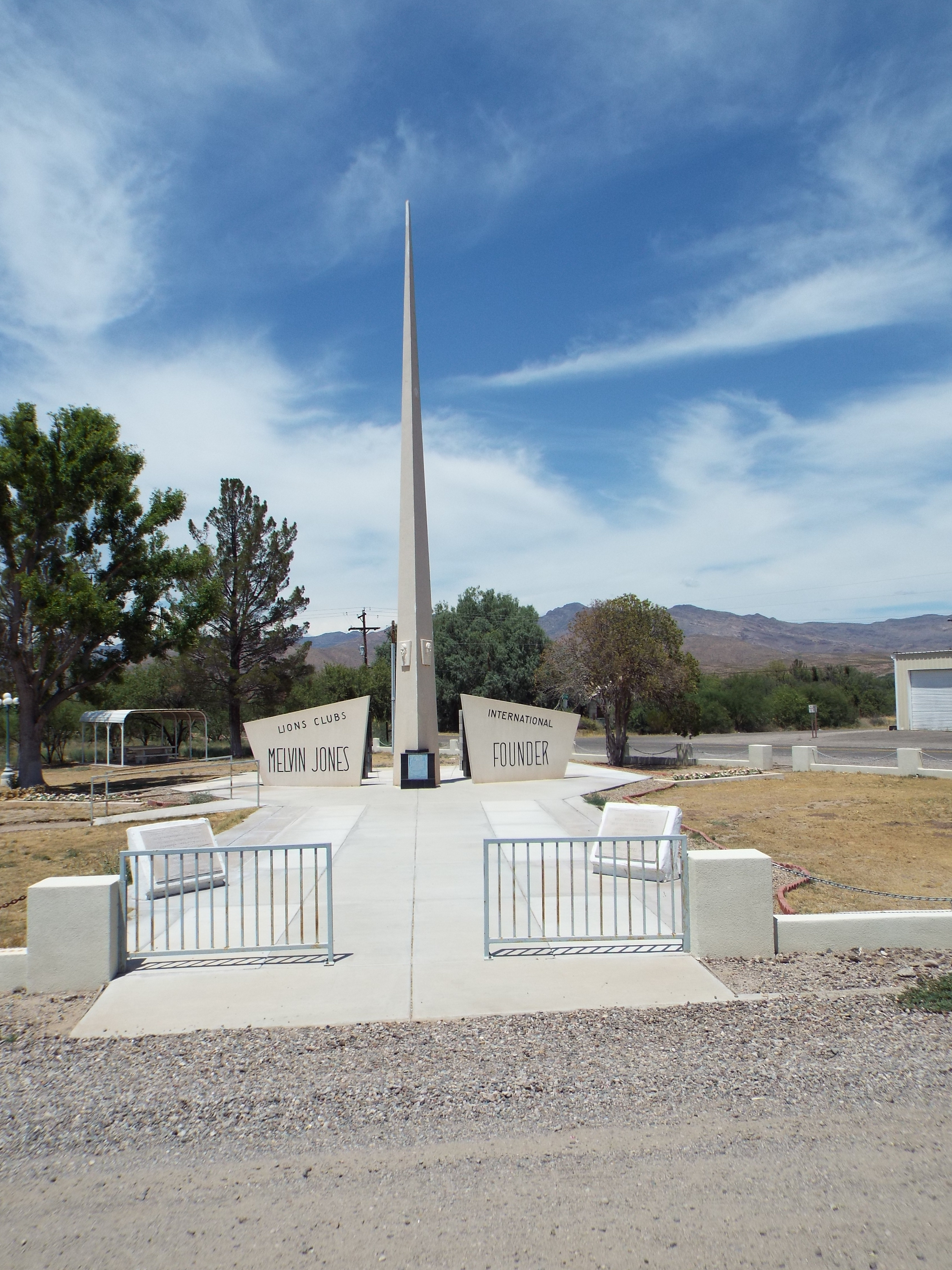
Monumento dedicado a Melvin Jones, fundador do Lions Club International.